# プワシュフ

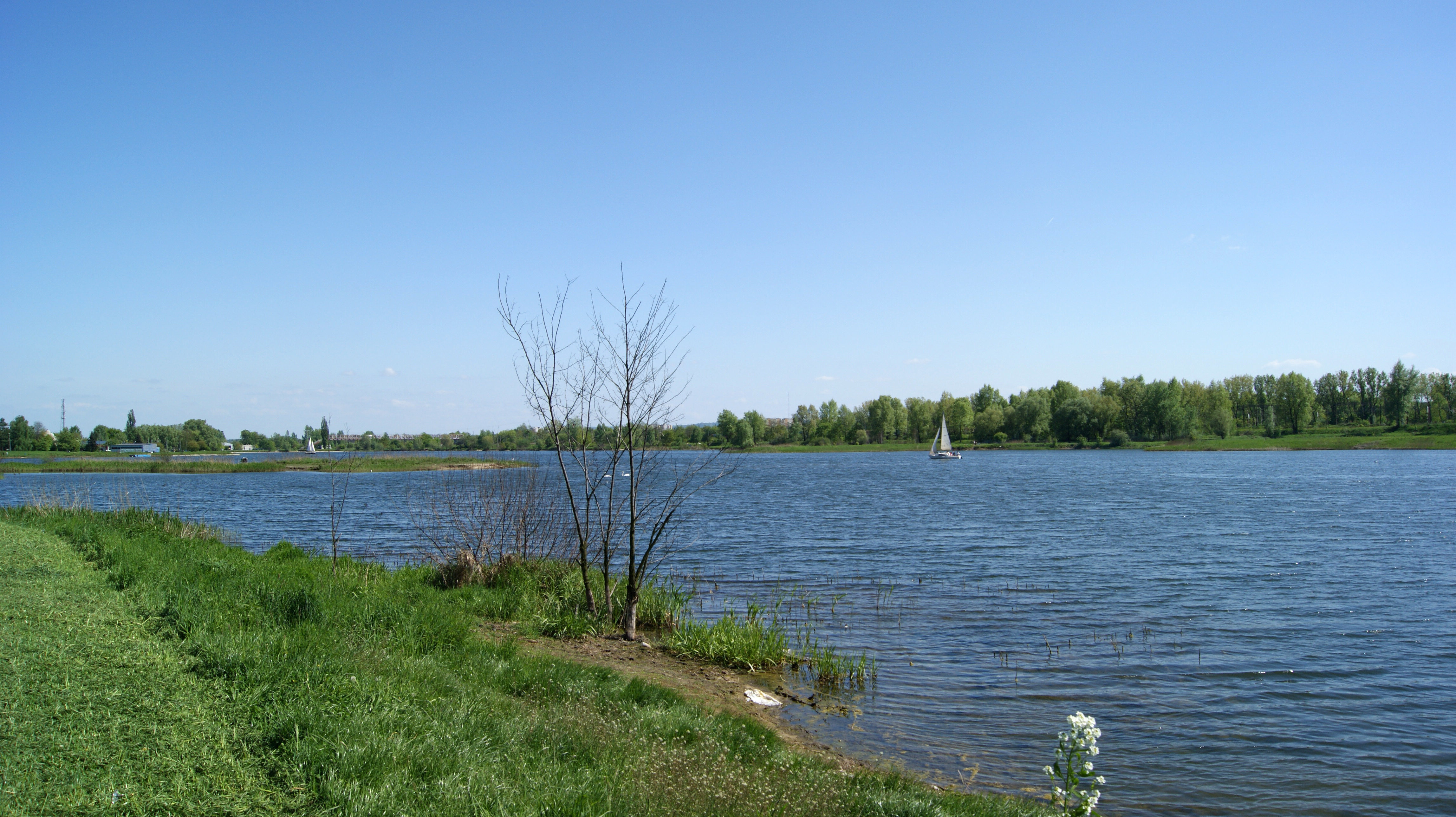
バグル・ラグーン

プワシュフ（波: Płaszów）はポーランド、クラクフ郊外の地域で、現在はポドグジェ第13地区の一部である。併合以前の村はクラクフの南東、ヴィスワ川右岸に位置していたが、1911年のポーランドのオーストリア分割の際に大クラクフ（Greater Kraków）の第21区に併合された。
第2次世界大戦中には、クラクフ・ゲットーから追放されたユダヤ人たちやポーランド占領（Occupation of Poland(英語版)）の際の囚人たちを収容したクラクフ・プワシュフ強制収容所がおかれていた。跡地は現在ほぼ草に覆われた空き地となっており、オブズ（Obóz）の丘にナチス犠牲者慰霊碑（1964年、ヴィトルド・チェンチキェヴィチ作）が建っている。
またユダヤ人街であるカジミェシュ地区からヴィスワ川を越えたリポワ通り4番地に、スティーヴン・スピルバーグ監督作の映画『シンドラーのリスト』（1993年公開）の舞台となった旧オスカー・シンドラー琺瑯工場（波: Fabryka Emalia Oskara Schindlera ファブルカ・エマリア・オスカラ・シンドレラ; 英: Oskar Schindler's Enamel Factory "Emilia" (英語版)）が現存しており、2010年にクラクフ歴史博物館の14施設の内のひとつとして公開された。

## ギャラリー

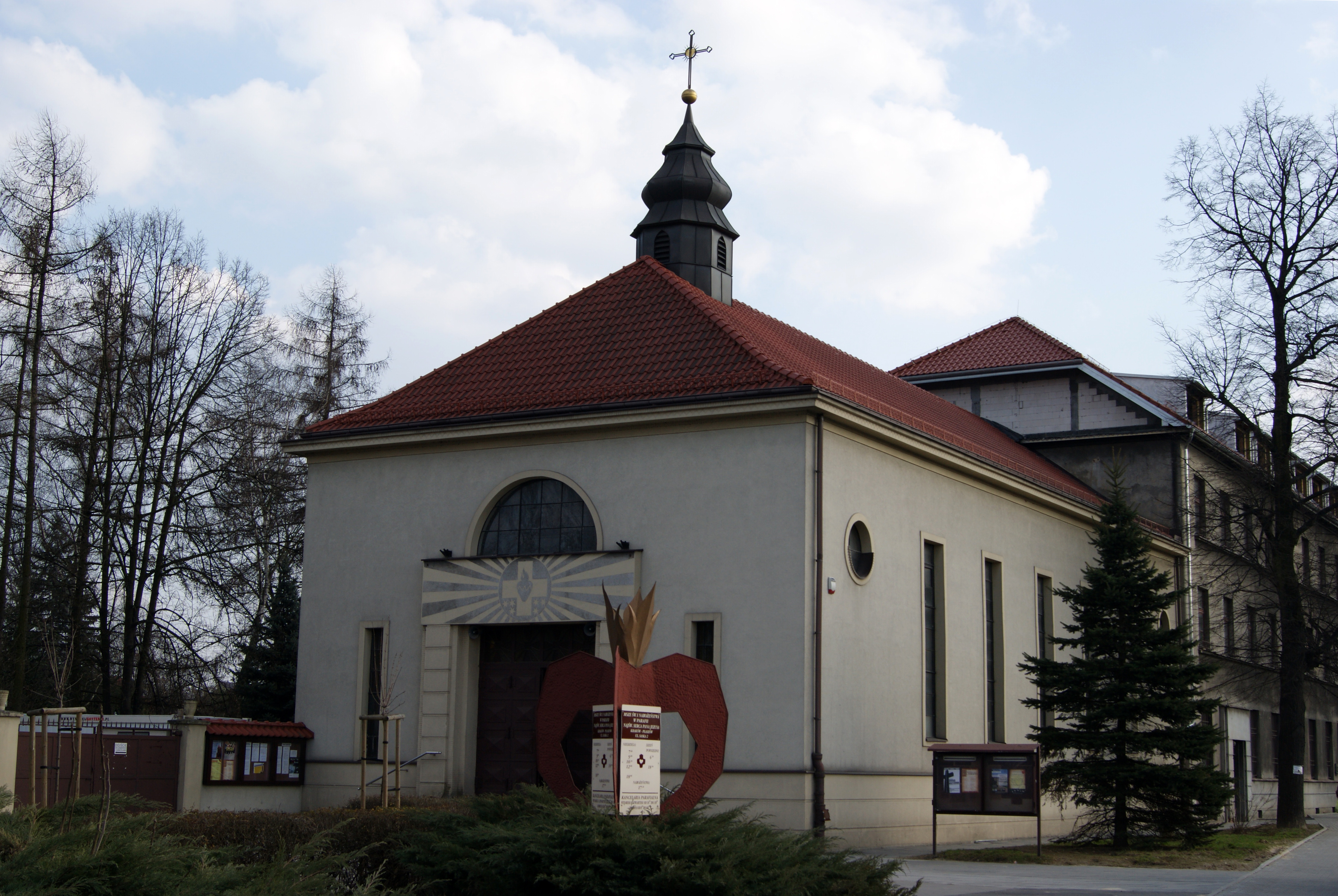
クラクフ聖心教会（ポーランド語版） (サスカ通り)
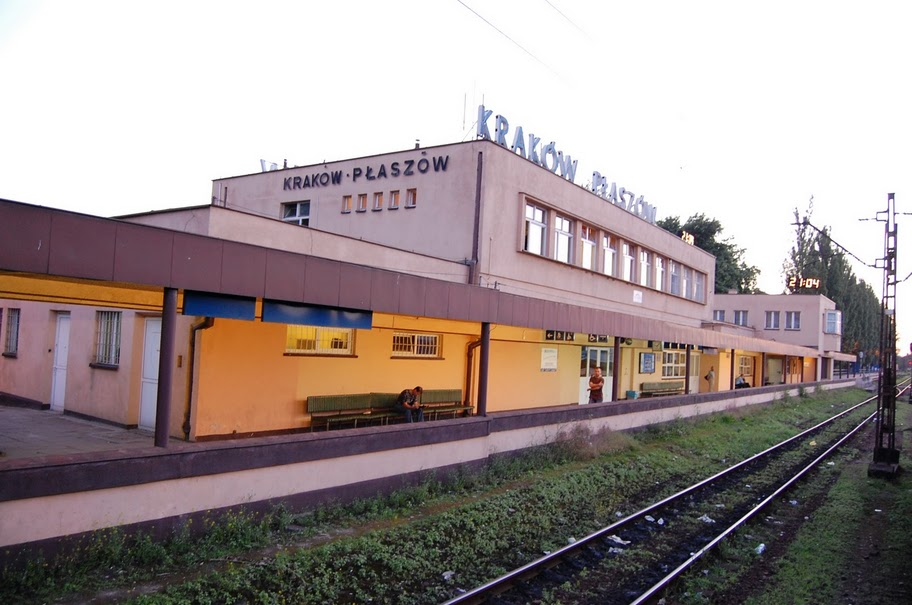
ポーランド国鉄(PKP)112番線沿いのクラクフ–プヮシュフ間の駅
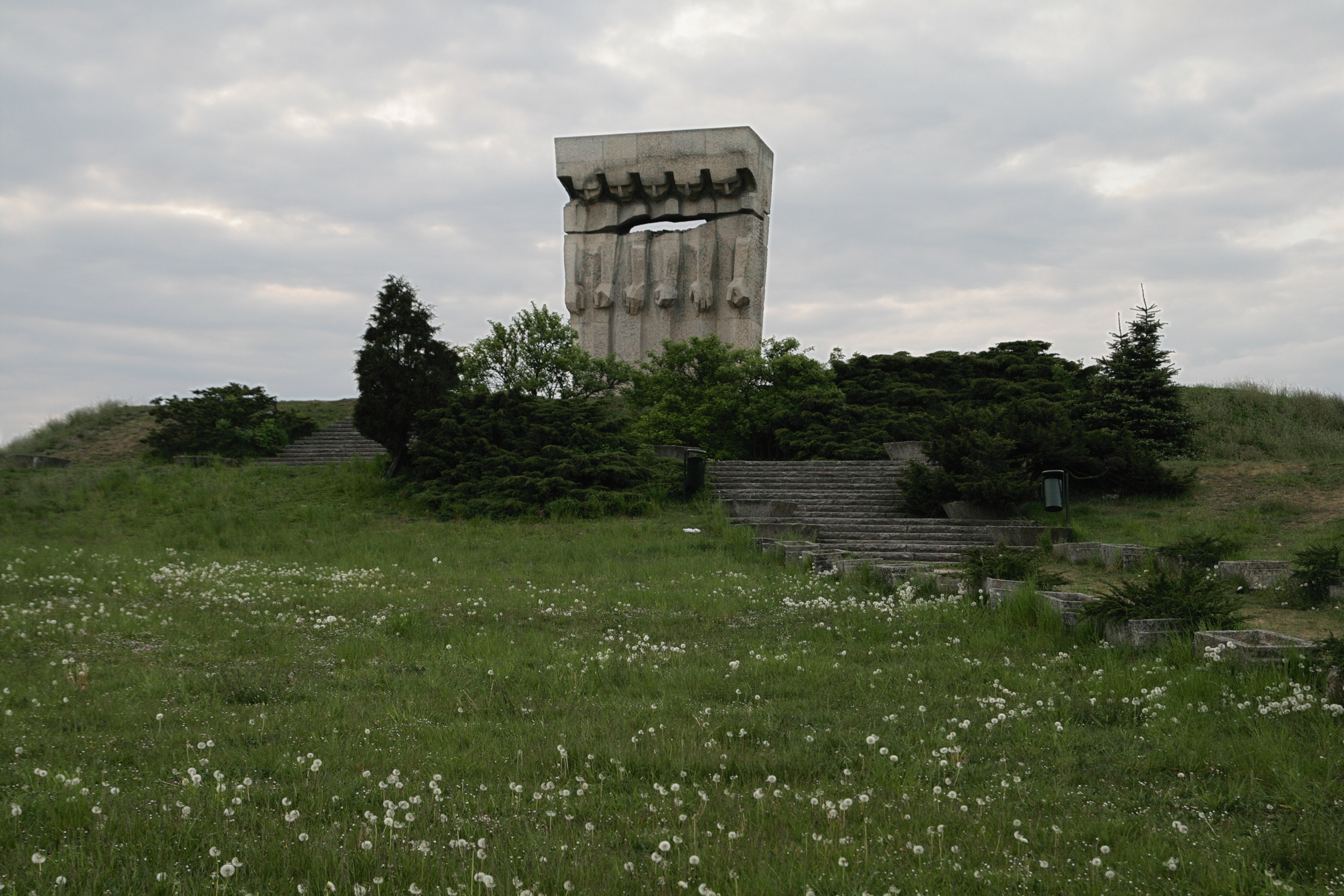
クラクフ・プワシュフ強制収容所跡地のナチス犠牲者慰霊碑